# Polygonella (protista)
Polygonella es un género de foraminífero bentónico considerado un sinónimo posterior de Salpingothurammina de la subfamilia Parathurammininae, de la familia Parathuramminidae, de la superfamilia Parathuramminoidea, del suborden Fusulinina y del orden Fusulinida. Su especie tipo era Parathurammina tuberculata. Su rango cronoestratigráfico abarcaba el Tournaisiense (Carbonífero inferior).

## Discusión
Algunas clasificaciones más recientes incluirían Polygonella en el suborden Parathuramminina, del orden Parathuramminida, de la subclase Afusulinina y de la clase Fusulinata.

## Clasificación
Polygonella incluía a las siguientes especies:
- Polygonella beckmanni †
- Polygonella horrida †
- Polygonella irregulariformis †
- Polygonella paratuberculata †
- Polygonella praetuberculata †
- Polygonella radiata †
- Polygonella spinosa †
- Polygonella stellata †
- Polygonella subquadrata †
- Polygonella subvasta †
- Polygonella triangula †
- Polygonella tuberculata †

Otra especie considerada en Polygonella es:
- Polygonella gekkeri †, de posición genérica incierta